# Death Busters
Death Busters (デスバスターズ?, Desu Basutāzu) è il nome collettivo con il quale vengono indicati i nemici della terza serie animata, del terzo arco narrativo del manga di Sailor Moon (intitolato Infinity) e della terza e ultima serie dell'anime di Pretty Guardian Sailor Moon Crystal. Le vicende e il background del gruppo presentano dei leggeri cambiamenti tra anime e manga. Nell'edizione italiana dell'anime anni '90 il gruppo è noto anche come l'Esercito del silenzio, dal nome del loro obiettivo finale.

## Descrizione
Sono un gruppo d'invasori provenienti dalla Nebulosa Tau (dalla lettera dell'alfabeto greco τ), localizzata in un'altra dimensione spazio temporale, che mirano a conquistare la Terra e hanno la loro base nel prestigioso Istituto Mugen (Magen nell'adattamento italiano della serie anni 90). Obiettivo dei Death Busters è la resurrezione di Mistress 9, per fare sì che quest'ultima conduca sulla Terra la creatura conosciuta come Pharaoh 90: la creatura spazzerebbe via ogni forma di vita dal Pianeta realizzando finalmente l'evento da loro chiamato "silenzio", cosa che permetterebbe loro di conquistare la Terra. Il gruppo è guidato dal malvagio professor Soichi Tomoe, scienziato pazzo la cui identità rimane avvolta nell'oscurità per la maggior parte della storia. Questi è assistito nei suoi piani da una donna dall'aspetto seducente e provocante chiamata Kaolinite. Per loro lavora un gruppo di streghe "scienziate", meglio conosciute come "Witches 5". Tentando di entrare in possesso dei cristalli del cuore contenenti i talismani, esse cercano a tutti i costi di portare a compimento i comandi del professor Tomoe.
Nell'anime, di episodio in episodio, Kaolinite o le Witches 5 si servono di creature chiamate Daimon per compiere le proprie missioni, le cui peculiarità variano a seconda della strega che li comanda. Esse vengono create impiantando un particolare uovo, creato in laboratorio, dentro un oggetto di uso quotidiano, solitamente collegato alla vittima prescelta. L'oggetto muta e prende vita divenendo un Daimon, fino a che non viene purificato da Sailor Moon ritornando a essere un normale oggetto (da cui fuoriesce l'uovo precedentemente impiantato, che si spezza). Ciò che i Death Busters cercano sono i Cristalli del Cuore Puri delle persone, poiché all'interno di tre di essi, che si scopriranno essere quelli di Sailor Neptune, Sailor Uranus e Sailor Pluto, si nascondono i talismani che, una volta uniti, fanno apparire il Calice Sacro (nell'adattamento italiano della serie anni '90 la Coppa Lunare), il cristallo del cuore più puro che esista. Esso darà sufficiente energia per fare giungere sulla Terra il loro signore, Master Pharaoh 90.
Nel manga, invece, il loro scopo è quello di trovare il Cristallo d'Argento, poiché grazie a esso Master Pharaoh 90 potrà giungere sulla Terra con il corpo perfetto, da loro chiamato ricettacolo, per poi trasformare il pianeta nella loro seconda dimora. Per fare ciò nel manga le Witches 5 danno la caccia alle anime degli esseri umani (da loro chiamate hosties) come fonte di energia da fornire al loro padrone. Inoltre, impiantando le loro uova nei corpi privati delle loro anime, essi si assicurano della sopravvivenza della loro specie. In ciò sono anche aiutate dall'ambizione di Tomoe di trasformare l'umanità in un popolo di esseri perfetti (ossia di "ricettacoli"), ed essere quindi una sorta di Divinità, creatore di una nuova specie. Sempre nel manga, gli antagonisti sono in possesso di un cristallo particolare (il Thiolon Crystal, dalla luce simile a quella del Cristallo d'argento), fonte della loro vita.
Sia nell'anime che nel manga la loro base è l'Istituto Mugen, fondato dallo stesso professor Tomoe, che nel manga si trova in prossimità di altri edifici, nella cosiddetta Area Infinity, la terra sacra che essi chiamano Zona Omega, da cui dovrebbe partire l'invasione della Terra. Nell'anime, invece, sarà la stessa scuola a essere ribattezzata come "Zona Omega" da Mistress 9, dopo che quest'ultima vi ha eretto una barriera di energia oscura.

## Confronto nomi originali e adattati
Si noti che tutti i nomi dei nemici derivano da minerali o da pietre. In alcuni casi i nomi usati nell'edizione italiana dell'anime sono stati scelti come assonanza con quelli originali (è il caso Katia per Kaolinite o di Mimma per Mimete), mentre in altri (per esempio Tellu, diventato Teruru) si tratta di traslitterazioni differenti dei caratteri sillabici giapponesi.
| Nome giapponese                                      | Nome inglese      | Nome italiano                                                                                   | Origine del nome | Doppiatore giapponese (serie anni 90) | Doppiatore giapponese (serie Crystal) | Doppiatore italiano (serie anni 90) | Doppiatore italiano (serie Crystal) |
| ---------------------------------------------------- | ----------------- | ----------------------------------------------------------------------------------------------- | ---------------- | ------------------------------------- | ------------------------------------- | ----------------------------------- | ----------------------------------- |
| Master Pharaoh 90 (師・ファラオ90?, Masutā Farao 90) | Master Pharaoh 90 | Faraone 90 (Mediaset) Pharaoh 90 (manga e Crystal) Master Pharaoh 90 (terza edizione del manga) | Cabala           | -                                     | Takaya Hashi                          | -                                   | Stefano Mondini                     |
| Sōichi Tomoe (土萠 創一?, Tomoe Sōichi)              | Dr. Tomoe Souichi | Dottor Tomoe (Mediaset) Professor Soichi Tomoe (manga e Crystal)                                |                  | Akira Kamiya                          | Takuya Kirimoto                       | Federico Danti                      | Stefano Brusa                       |
| Mistress 9 (ミストレス９?, Misutoresu 9)             | Mistress 9        | Despota 9 (Mediaset) Mistress 9 (manga e Crystal)                                               | Cabala           | Yūko Minaguchi                        | Yukiyo Fujii                          | Giulia Franzoso                     | Eleonora De Angelis                 |
| Kaolinite (カオリナイト?, Kaorinaito )               | Kaori Night       | Katia (Mediaset) Kaolinite (manga e Crystal)                                                    | Caolinite        | Noriko Uemura                         | Hikari Yono                           | Patrizia Scianca                    | Laura Romano                        |
| Eudial (ユージアル?, Yūjiaru)                        | Eugeal            | Eugeal (Mediaset) Eudial (manga e Crystal)                                                      | Eudialite        | Maria Kawamura                        | Chiaki Takahashi                      | Lara Parmiani                       | Monica Vulcano                      |
| Mimete (ミメット?, Mimetto)                          | Mimete            | Mimma (Mediaset) Mimete (manga e Crystal)                                                       | Mimetite         | Mika Kanai                            | Yuki Nagaku                           | Emanuela Pacotto                    | Valeria Vidali                      |
| Tellu (テルル?, Teruru)                              | Telulu            | Telulu (Mediaset) Tellu (manga e Crystal)                                                       | Tellurite        | Chieko Honda                          | Naomi Ōzora                           | Loredana Nicosia                    | Roisin Nicosia                      |
| Viluy (ビリユイ?, Biriyui)                           | Byruit            | Viruit (Mediaset) Viluy (manga e Crystal)                                                       | Wiluite          | Yoshino Takamori                      | Rina Hon'izumi                        | Marcella Silvestri                  | Valentina Favazza                   |
| Cyprine (シプリン?, Shipurin)                        | Cyprine           | Cyprine                                                                                         | Cyprite          | Yuriko Fuchizaki                      | Umeka Shouji                          | Nadia Biondini                      | Chiara Oliviero                     |
| Ptilol (プチロル?, Puchiroru)                        | Ptilol            | Petirol (Mediaset) Ptilol (manga e Crystal)                                                     | Ptilolite        | Rumi Kasahara                         | Umeka Shouji                          | Nadia Biondini                      | Sabine Cerullo                      |
| Germatoid (ゲルマトイド?, Germatoido)                | Germatoid         | Germatoide                                                                                      | Germe            | Akira Kamiya                          | Takuya Kirimoto                       | Federico Danti                      | Stefano Brusa                       |

## Membri

### Master Pharaoh 90
Master Pharaoh 90 (師・ファラオ90?, Masutā Farao 90, chiamato nell'anime in Italia Faraone90) è la potente e malvagia entità aliena cosmica proveniente dalla Nebulosa Tau, di cui non si sa praticamente nulla, se non (nel manga) che è l'ennesima incarnazione di Chaos. Il numero 90 associato al suo nome nella filosofia della Qabbalah moltiplica e amplifica il significato negativo del 9 in quello della sua partner Mistress 9; esso è il simbolo dell'apocalisse, del terrore e dei sogni paurosi.
Nel primo adattamento animato il personaggio non parla, mentre nella terza stagione di Sailor Moon Crystal viene doppiato da Takaya Hashi
Nel manga il suo scopo è fondersi con la Terra e farne la sua casa, mentre nell'anime ha intenzione di distruggere il pianeta per realizzare l'obiettivo da lui chiamato "silenzio", un evento che porterà alla distruzione del Sistema Solare, cancellando per sempre la vita. In entrambe le versioni della storia è colui che ha corrotto le menti di Tomoe e dei suoi sottoposti, e che ha fornito loro le uova di daimon. Nell'anime viene annientato dal potere della distruzione di Sailor Saturn, mentre nel manga viene ricondotto su Tau Ceti da Sailor Saturn e sigillato lì per l'eternità da Sailor Pluto. Nell'anime il suo aspetto è quello di un'enorme sfera dotata di tentacoli e composta di pura energia (è il Germatoid stesso a definirlo "fulcro di energia"), mentre nel manga è una massa informe nera che si propaga come un liquido intorno all'istituto Mugen. Nel manga è in grado di comunicare con Kaolite attraverso uno specchio d'acqua sito nell'istituto Mugen.
Nell'episodio 120 un ricercatore (vittima designata di Mimete) sostiene che le varie dimensioni parallele sono supervisionate da un essere superiore, è quindi probabile che Master Pharaoh 90 lo sia della sua dimensione, ma non ci sono prove.
È doppiato da Takaya Hashi e da Stefano Mondini in Sailor Moon Crystal.

### Professor Soichi Tomoe
(Germatoid illustrando il piano per la conquista della Terra a Mistress 9. Episodio 124 adattamento italiano)
(Germatoid illustrando il piano per la conquista della Terra a Mistress 9. Episodio 124)
Il professor Soichi Tomoe (土萠 創一博士?, Tomoe Sōichi hakase) è il leader dei Death Busters, e il padre di Hotaru Tomoe, nonché uno dei personaggi la cui caratterizzazione diverge di più fra manga e anime.
Nel manga si tratta di un personaggio estremamente negativo: uno scienziato pazzo e amorale, schieratosi con gli alieni di sua spontanea volontà, il cui sogno è la creazione di esseri mutanti perfetti chiamati "super-organismi", inizialmente con la manipolazione genetica e la somministrazione di farmaci, poi con l'utilizzo della cibernetica e infine attraverso la fusione fra umani e alieni. La sua mancanza di umanità viene spesso evidenziata descrivendo le sue mani fredde come il ghiaccio.
Circa sette anni prima dell'inizio della serie, dopo essere stato espulso dall'associazione degli scienziati per via dei suoi crudeli esperimenti sugli animali, Soichi scelse di continuare a condurre i suoi esperimenti nell'area Infinity, ma un incidente di laboratorio uccise la moglie Keiko e ferì gravemente sua figlia Hotaru, cosa che fece decidere allo scienziato di ricostruire il corpo della bambina per realizzare il suo sogno di creare i super organismi. Durante l'esperimento di ricostruzione un fulmine colpì l'area Infinity e la sua assistente Kaori, e comparvero degli alieni della Nebulosa Tau con le loro uova. La ricostruzione di Hotaru fallì, ma ebbe una nuova chance poiché con le uova poté iniziare a creare dei "ricettacoli" per le uova degli alieni. I primi esperimenti riuscirono e videro la creazione di corpi perfetti (le Witches 5), ma i successivi generarono i Daimon, considerati da Tomoe come esperimento mal riuscito ("creature imperfette e buone a nulla").
Il compito di Tomoe è consentire a Pharaoh 90 di giungere sulla Terra sotto forma di "ricettacolo", ma la sua ambizione più grande è di trasformare tutti gli esseri umani in super-organismi e diventare quindi un Dio. Lui stesso si definisce essere con un corpo perfetto, nello scontro con Super Sailor Moon e le guerriere del sistema solare esterno si trasforma nell'essere mutante Germatoide (ゲルマトイド?, Germatoid), frutto dei suoi esperimenti di fusione fra alieni ed esseri umani, per divorare le guerriere, ma muore nello scontro per mano di Super Sailor Moon.
Nell'anime è un personaggio meno negativo, mostrando spesso atteggiamenti bizzarri, ma divertenti e carismatici. Nella storia dell'anime, quattro anni prima dell'inizio della serie, a seguito di un incidente nel suo laboratorio di ingegneria genetica muore la figlia Hotaru un essere alieno di nome Germatoide gli propone di salvare la figlia in cambio del suo corpo. L'alieno si insedia quindi nel corpo dello scienziato, il quale verrà liberato negli ultimi episodi di Sailor Moon S, quando l'alieno esce dal suo corpo per combattere contro Sailor Uranus e Sailor Neptune.
Va detto, comunque, che anche sotto il controllo del Germatoide Tomoe ha mantenuto alcuni aspetti della propria personalità, compresi quelli del bravo padre amorevole (almeno fino al risveglio di Mistress 9, quando l'alieno prenderà il sopravvento) che vengono mostrati nei ricordi di Hotaru.
Alla fine della serie Haruka e Michiru gli affidano la neonata Hotaru, che però verrà ripresa all'inizio della quinta serie da Sailor Pluto per fronteggiare la nuova minaccia. Nell'anime quand'è posseduto dal Germatoide è spesso inquadrato con il viso oscurato e un sorriso inquietante da scienziato pazzo sul volto.
Nell'anime il Germatoide ha l'aspetto di una pianta demoniaca ed è in grado di dividersi in molte parti e di combattere attraverso dei corpi artificiali (creati appositamente per questo scopo) e l'unico modo per batterlo è colpire il corpo dove risiede il suo uovo, mentre nel manga l'aspetto di Tomoe trasformato in Germatoide è quello di un essere violaceo dalla cui pelle escono vari spuntoni.
Tomoe e il Germatoide sono doppiati nella versione giapponese da Akira Kamiya (serie anni '90) e da Takuya Kirimoto in Sailor Moon Crystal, e nella versione italiana da Federico Danti (serie anni '90) e Stefano Brusa in Sailor Moon Crystal, nel musical del 2015 e interpretato da Yūki Itō.

### Mistress 9
Mistress 9 (ミストレス９?, Misutoresu 9, chiamata in Italia Despota 9) è una malefica forma di vita della Nebulosa Tau il cui uovo è stato impiantato nel corpo di Hotaru, ma il cui risveglio è stato difficoltoso per il fatto che Hotaru è anche la reincarnazione di Sailor Saturn. Mistress 9, partner di Master Pharaoh 90 fin da quando i due erano nel loro vecchio mondo, può permettergli di manifestarsi sulla Terra. Nell'anime storico viene chiamata anche Messia del Silenzio (Creatura del Silenzio in Italia), in opposizione al Messia buono che può salvare il mondo (ovvero Sailor Moon).
Il nome del personaggio deriva dall'inglese Mistress, letteralmente "Padrona" o "Signora", che nel linguaggio anglosassone è un antico titolo di rispetto e saluto per Donne a capo di famiglia o responsabili in gruppi famigliari (famiglia estesa); in Italia la Mediaset ha scelto di adattarlo con la parola Despota per richiamare anche la sua natura malvagia; il numero 9 (pronunciato in lingua inglese nella versione originale) deriva dalla Cabala: rappresenta la preparazione a un evento eccezionale, indica solitudine e sofferenza e assume la simbologia dell'imperfetto e dello spirito del male, essendo l'ultima delle unità numeriche e quindi all'opposto del numero 1, che, viceversa, indica Dio e la perfezione.
Nel manga e in Sailor Moon Crystal Mistress 9 si risveglia definitivamente quando ruba il Cristallo d'Argento di Chibiusa e lo ingoia, mentre nell'anime storico quando ingoia il Cristallo del Cuore della piccola senshi. Più avanti, nell'opera cartacea e nell'ultima saga televisiva, ella si fonde con Pharaoh 90 dopo avere rivelato il suo vero aspetto; dall'essere creatosi emerge Sailor Saturn. Nell'anime storico, invece, viene colpita a morte da uno dei raggi di energia emessi dal suo padrone, per poi essere eliminata del tutto dal risveglio definitivo della guerriera della distruzione.
Mistress 9 usa i suoi lunghi capelli per imprigionare gli avversari. Sulla fronte è impressa la stella nera, simbolo dei Death Busters, che nell'anime storico sarà letteralmente spezzata dal simbolo di Saturno al momento del risveglio di Sailor Saturn.
Doppiata in giapponese da Yūko Minaguchi (serie anni '90) e da Yukiyo Fujii in Sailor Moon Crystal, in italiano da Giulia Franzoso (serie anni '90) e da Eleonora De Angelis in Sailor Moon Crystal. Le stesse interpreti, tranne la De Angelis, doppiano anche Hotaru.
Nel musical del 2015 Mistress 9 è interpretata da Karin Takahashi, stessa attrice di Hotaru.

### Kaolinite
Kaolinite (カオリナイト?, Kaorinaito, in Italia Katia) è la fedele assistente del professor Tomoe. Abita in casa con lui, dove svolge anche il ruolo di governante per Hotaru sotto il nome di Kaori e nell'anime è segretamente innamorata di Tomoe. Nell'anime tuttavia si mostra sempre indisponente e dispettosa nei confronti di Hotaru, mentre nel manga è più condiscendente e compassionevole. In tutte le versioni della storia è il primo emissario dei Death Busters a comparire. È doppiata nella versione giapponese da Noriko Uemura (serie anni '90) e da Hikari Yono in Sailor Moon Crystal, e nella versione italiana da Patrizia Scianca (anime anni '90) e da Laura Romano in Sailor Moon Crystal, nel musical del 2015 e interpretata da Kei Oghi.
Nel manga Kaolinite era in principio un'umana di nome Kaori, che divenne un "ricettacolo" quando fu coinvolta nell'incidente per la ricostruzione del corpo di Hotaru, dovuto all'arrivo degli alieni. All'interno dell'organizzazione ricopre sia il rango di Magus (lo stesso a cui aspirano tutte le Witches 5, che, a differenza dell'anime, sono sue dirette sottoposte), che quello di preside dell'istituto Mugen. Privilegio del rango di Magus è quello di potere utilizzare il potentissimo Thilon Crystal e di comunicare con Master Pharaoh 90. Sua aspirazione massima è quella di essere il partner di Pharaoh 90, al posto di Mistress 9, che, essendo a conoscenza della cosa, la invia a combattere contro le guerriere Sailor. Kaolinite quindi riporta in vita le Witches 5 e lancia un sortilegio contro Sailor Moon e le Inner Senshi, intrappolandole in un labirinto di illusioni, ma le guerriere vengono salvate dalle Outer Senshi. Kaolinite quindi affronta personalmente le guerriere trasformandosi in un daimon e in questa forma viene uccisa dal Rainbow Moon Heartache di Sailor Moon.
Nell'anime Kaolinite compare per la prima volta nell'episodio 90 come assistente del professor Tomoe e a differenza del manga qui le Witches 5 sembrano essere in competizione diretta con lei, a tal punto da arrivare spesso a prenderla in giro davanti a Tomoe.
Nell'episodio 101 scopre la vera identità di Sailor Moon, dopo avere cercato di rubarle il cristallo del cuore per vedere se in esso era situato un talismano, e viene sconfitta nell'episodio successivo da Sailor Uranus, che rivolge contro di lei l'attacco con cui voleva imprigionare le guerriere in blocchi di cristallo.
Salvata da Tomoe, Kaolite viene riportata in vita dallo scienziato e prende il nome di Kaori. Durante questa sua seconda vita non sembra ricordare niente di quella passata, poiché non sembra riconoscere Usagi (a differenza della ragazza) quando questa si reca a casa Tomoe con Chibiusa. Successivamente (dopo che Tomoe le ha detto che può tornare a occuparsi delle sue vecchie mansioni, e ha smesso i panni di Kaori) viene uccisa non appena Hotaru si trasforma in Mistress 9, da una scarica di energia emanata da quest'ultima, avendo ormai esaurito il suo compito, dopo avere portato Chibiusa da Tomoe in modo che il cuore della bambina risvegliasse il Messia del Silenzio, così da poterlo ripagare per averle dato una seconda possibilità.
Nel manga Kaolinite è solita portare uno scettro con la stella nera come quelli usati delle Witches 5 nell'anime, ed è in grado di lanciare incantesimi. Nell'anime invece possiede poteri di levitazione, telecinesi e teletrasporto ed è in grado di attaccare gli avversari con i suoi lunghi capelli.

### Witches 5
Le Witches 5 (ribattezzate nell'edizione italiana dell'anime anni '90 Le Cinque Streghe) è un sottogruppo dei Death Busters, formato da cinque giovani streghe agli ordini di Tomoe e Kaolinite (quest'ultima solo nell'edizione fumetto). Nel manga viene svelato che esse sono state create da Tomoe per essere dei "ricettacoli" perfetti per le uova di Daimon, e che nascondono la loro identità sotto quelle di cinque studentesse responsabili dei cinque corsi dell'Istituto Mugen (filosofia, belle arti, scienze, educazione fisica e professionale), mentre nell'anime la loro origine non è spiegata. A differenza delle sorelle Ayakashi, che sono corrispondenti alle Sailor Senshi per i loro poteri, le Witches 5 lo sono invece per quanto riguarda gli interessi.
Nella porta del loro ufficio c'è scritto inizialmente "Witches 5". Quando Eudial muore la scritta viene sostituita con "Witches 4", mentre quando Mimete muore la scritta viene sostituita con "Witches 3".

### Eudial
Eudial ('ユージアル?, Yūjiaru, Eugeal nell'adattamento dell'anime) è la prima delle Witches 5 a entrare in azione in entrambe le versioni della storia. Nell'anime prende momentaneamente il posto di Kaolinite, mentre nel manga è una sua subordinata.
Nell'anime è la più anziana e capo delle Witches 5, nonché apparentemente la preferita di Tomoe. È una brillante scienziata, in grado di impiantare uova di daimon praticamente in qualsiasi cosa. Ha creato una speciale arma in grado di espellere il cuore puro delle persone, oltre che altre armi come il suo micidiale "Fire Buster (ribattezzato in Italia nella serie anni '90 Sparafuoco Infernale)". Utilizza per muoversi una station wagon, che spunta fuori dai luoghi più impensabili, e nel cui portabagagli nasconde le sue creazioni. Eudial è colei che riesce a trovare i talismani contenuti nei cuori di Sailor Uranus e Sailor Neptune, non riuscendo però a trovare quello che era dentro Sailor Pluto. Viene uccisa da Mimete, che sabota i freni della sua automobile, facendola precipitare in una scarpata.
Nel manga, invece, Eudial è la seconda più debole delle cinque (livello 78) e ha il potere di controllare il fuoco. Assume l'identità segreta di Yuko Arimura, responsabile del galateo del corso di filosofia dell'istituto Mugen dove ipnotizza gli studenti per rubare le loro anime in modo da trasformarli in "ricettacoli" per le uova di Daimon, ma viene scoperta da Sailor Mars e Sailor Jupiter. Durante questo scontro Eudial muterà in un mostro dall'aspetto di una gorgone, per poi essere definitivamente sconfitta da Sailor Moon.
Doppiata nella versione giapponese da Maria Kawamura (serie anni '90) e da Chiaki Takahashi in Sailor Moon Crystal, e nella versione italiana da Lara Parmiani (serie anni '90) e da Monica Vulcano in Sailor Moon Crystal, nel musical del 2015 e interpretata da Saya Chinen.

### Mimete
Mimete (ミメット?, Mimetto, Mimma nell'adattamento dell'anime) è la seconda delle Witches 5, a entrare in scena in entrambe le versioni della storia.
La meno organizzata, e probabilmente la più debole, Mimete prende il posto di Eudial nel recuperare l'energia necessaria al risveglio di Mistress 9. Tuttavia, nel corso delle missioni, non è difficile che si distragga dietro a qualche bel ragazzo o perda di vista l'obiettivo primario e i suoi obiettivi sono sempre personaggi famosi di cui è fan. Le sue demoni sottraggono i cristalli del cuore risucchiandoli direttamente dalla bocca delle vittime e quando, durante una missione, a seguito di numerosi fallimenti, si inserisce in un megaschermo con l'aiuto di una macchina creata da Eudial, per rendersi immune dagli attacchi delle guerriere Sailor; la Witches Electric Warp (chiamata nell'edizione italiana della serie degli anni '90 Macchina per la Deformazione Elettronica delle Streghe). Mimmete scompare letteralmente dopo che Teruru le stacca la presa della corrente dopo che Mimete si è messa dentro uno schermo pubblicitario. Come Eudial, anche Mimete spunta fuori dai luoghi più impensati, solo che lei va a piedi.
Nel manga Mimete è la più debole delle streghe (livello 40) e secondo l'autrice è in grado di attirare le vittime in trappola utilizzando il suo fascino. Viene presentata come una famosa idol locale e studentessa dell'Istituto Mugen di nome Mimi Hanyu, responsabile del corso di belle arti. Decide di rubare le anime degli studenti dando un concerto, ma viene interrotta e affrontata da Sailor Venus, ma viene infine distrutta da un attacco a sorpresa di Sailor Uranus.
Sia nell'anime che nel manga suo attacco è portato tramite uno scettro giallo con una stella nera al centro e si chiama Charm Buster (Scarica Fatale nel doppiaggio italiano della serie anni '90) che consiste nel creare un forte ultrasuono.
Nella versione giapponese e doppiata da Mika Kanai (serie anni '90) e da Yuki Nagaku in Sailor Moon Crystal, nella versione italiana da Emanuela Pacotto (serie anni '90) e da Valeria Vidali in Sailor Moon Crystal, e interpretata nel musical del 2015 da Ayaki Ida.

### Tellu
Tellu (テルル?, Teruru) è la terza delle Witches 5 a entrare in azione nell'anime, mentre è la quarta nel manga.
La sua storia è molto simile sia nell'anime che nel manga: dopo i fallimenti di Eudial e Mimete (e nel manga anche di Viluy) Tellu riceve il compito di raccogliere energia degli umani (rubando nel manga le hosties, nell'anime i cuori puri) e per farlo comincia a vendere (sotto l'identità segreta della responsabile del corso di educazione fisica e del club di giardinaggio dell'Istituto Mugen Lulu Teruno), delle graziose piante che non necessitano di nessuna cura: le tellun (chiamate nel doppiaggio italiano della serie anni '90 terurun per via di una diversa traslitterazione dei caratteri sillabici), ma viene scoperta dalle guerriere Sailor. Nell'anime viene accidentalmente uccisa da una "tellun" mutante da lei creata (la "Hyper-Tellun") grazie all'intervento di Tuxedo Kamen, mentre nel manga è Sailor Pluto a ucciderla dopo averle fatto assumere l'aspetto di Daimon, nonostante sia stata affrontata per prima da Sailor Jupiter. Nel manga il suo livello fra le Witches 5 è 404, che fa di lei la seconda più forte del gruppo.
Il suo attacco (senza nome nella versione italiana dell'anime) è il Mandragola Buster e consiste nel lanciare delle liane dal dorso delle sue mani.
Doppiata nella versione giapponese da Chieko Honda (serie anni '90) e da Naomi Ōzora in Sailor Moon Crystal e nella versione italiana da Loredana Nicosia (serie anni '90) e da Roisin Nicosia in Sailor Moon Crystal, e interpretata da Momoko Sadachi nel musical del 2015.

### Viluy
Viluy (ビリユイ?, Biriyui, in Italia Viruit) è la quarta delle Witches 5 a entrare in azione nell'anime, mentre è la terza nel manga.
Nell'anime Viluy prende il posto di Tellu dopo la sua dipartita. Il suo piano è di rubare l'intensa energia degli studenti dell'istituto Mugen attraverso i loro computer, e dirige le operazioni tramite un apparecchio multimediale da lei stessa creato; ma il piano viene scoperto e sventato dalle guerriere Sailor, e Viluy è quasi sul punto di sconfiggere Sailor Uranus, Sailor Neptune e Sailor Mercury (con la quale si era accesa una forte rivalità intellettuale), se non fosse per il suo potentissimo computer che, danneggiato dal colpo inflittogli da Sailor Moon, le si ritorce contro disintegrandola.
Nel manga la storia è essenzialmente la stessa, salvo che Viluy cerca di catturare le anime (hosties) degli studenti e a distruggerla è Sailor Uranus. Come potenza è la terza più forte, essendo di livello 202.
Il suo alter ego in originale si chiama Yui Bidoh (Ilenia nella versione italiana, nome condiviso con la madre di Usagi) ed è una studentessa modello al pari di Ami, bravissima in astronomia e astronautica e responsabile della classe di scienze. Il suo attacco consiste nell'usare i mini-robot da lei creati e si chiama Mosaic Buster (Scarica Elettrica in Italia), mentre nel manga viene detto che è in grado di congelare i suoi nemici.
Doppiata nella versione giapponese da Yoshino Takamori (serie anni '90) e da Rina Hon'Izumi in Sailor Moon Crystal e nella versione italiana da Marcella Silvestri (serie anni '90) e Valentina Favazza in Sailor Moon Crystal, è interpretata da Yui Hasegawa nel musical del 2015.

### Cyprine e Ptilol
Cyprine (シプリン?, Shipurin) e Ptilol (プチロル?, Puchiroru) sono le ultime appartenenti alle Witches 5 a entrare in azione sia nell'anime che nel manga. Ptilol altro non è che un'estensione di Cyprine, un suo alter ego. Sono distinguibili dal colore dei capelli: blu per Cyprine, rosso per Ptilol.
Nell'anime Cyprine è l'ultima delle Witches 5. È solo quando viene affrontata dalle guerriere Sailor che viene rivelata l'altra sé stessa, Ptilol. Le due insieme sono quasi invincibili e solo dopo un lungo combattimento le guerriere Sailor faranno in modo che le due si colpiscano l'una con l'altra, uccidendosi.
Nel manga Cyprine è la più forte delle Witches 5 (il suo livello è infatti 999) e sembra essere la strega più fidata di Kaolinite, tanto che la Magus arriva ad affidarle un frammento del Tairon Crystal. Attacca le Outer Senshi e, a seguito dell'intervento delle Inner Senshi, usa il suo potere di manipolare le coscienze altrui, e riesce a fare in modo che le guerriere combattano fra di loro. Quando Sailor Moon tenta di sconfiggerla con il Moon Spiral Heart Attack Cyprine si sdoppia, rivelando il suo alter ego Ptilol. Tuttavia Sailor Moon, immune ai loro incantesimi, riesce a fare rinsavire le sue compagne e a evocare la Coppa Lunare, trasformandosi per la prima volta in Super Sailor Moon. Grazie al suo nuovo potere riesce facilmente a distruggere le due. La copertura di Cyprine all'istituto è quella di responsabili del corso professionale (di stregoneria).
Nell'anime degli anni '90 le due sono in grado di usare un attacco chiamato in italiano Doppia Scarica Folgorante ed è portato con scettri simili a quello di Mimete, con la differenza che le stelle sono di colore rossa (per Ptiol) e blu (per Cyprine), mentre nel manga e in Crystal Cyprine usa un attacco con cui manipola le coscienze chiamato Ribbon Buster.
Doppiate nella versione giapponese da Yuriko Fuchizaki (Cyprine) e Rumi Kasahara (Ptilol) nella serie anni '90 e da Umeka Shōji in Sailor Moon Crystal, e nella versione italiana sono entrambe doppiate da Nadia Biondini nella serie anni '90 mentre in Sailor Moon Crystal gli prestano la voce Chiara Oliviero (Cyprine) e Sabine Cerullo (Ptilol), Cyprine e interpretata da Maana nel musical del 2015.

### Daimon (Demoni)
Si tratta delle creature usate dai Death Busters come "mostri del giorno" e vengono creati tramite le cosiddette uova del demone, create in laboratorio dal professor Tomoe nell'anime, portate da Tau Ceti nel manga. Nell'anime vengono impiegati per trovare i cuori puri e vengono fatti fondere con vari oggetti e sono usati da Kaolinite, Eudial e Mimete.
Kaolinite e Mimete usano i Daimon principalmente per asportare il cristallo del cuore alla vittima (quelli di Kaolinite scoprendo una stella nera, mentre quelli di Mimete ingurgitano il cristallo, dopo averlo tirato fuori dalla bocca della vittima), mentre Eudial per i cuori utilizza un fucile apposito e tiene i Daimon come arma nel caso sia attaccata dalle guerriere Sailor, una sorta di guardia del corpo quindi. Mimete utilizza un sistema simile, portandoli in una valigia. I Daimon di Kaoli possono anche fondersi con gli umani (per esempio il professor Tomoe nell'anime). Il primo nemico affrontato insieme da Sailor Uranus e Sailor Neptune era infatti un daimon annidato nel corpo di un ragazzino.
Quando un Daimon muore (nell'anime) si vede il suo uovo uscire dal corpo dell'oggetto in cui si è incarnato e rompersi facendo uscire l'anima dell'essere. Le anime dei Daimon usati da Mimete hanno l'aspetto di un uccello, a differenza di quelle di Eudial e Kaolinite. Ciò viene spiegato dal professor Tomoe perché queste demoni utilizzano il sistema di cattura dei cuori puri ispirato al metodo di caccia dei cormorani. Infatti i daimon di Mimete hanno nomi che iniziano con la lettera U perché in Giappone il metodo di cattura dei cormorani è chiamato Ukai.
Nell'anime tutti i Daimon usati come mostri del giorno sono femmine (Germatoid è l'unico maschio Daimon a comparire), e nell'adattamento italiano il loro nome viene letteralmente tradotto al femminile, ovvero vengono chiamate "le demoni". Il loro vero aspetto è quello di esseri gelatinosi. Sempre nell'anime alla loro morte urlano Lovley!, se colpiti con il "Moon spiral heart attack" (quindi le Daimon di Kaolinite ed Eudial nonché la Daimon Rangi dell'ultimo episodio) e Love Lovely!, se colpite dal "Rainbow Moon heart ache/quake" (nell'adattamento italiano della serie anni '90 urlano semplicemente, ma generalmente dicono Per me è finita! ). Il nome originale, come è stato precedentemente anticipato, daimon (δαίμων) è in greco significa appunto Demone la quale nella filosofia greca indicava esseri mezzi divini e mezzi umani, e non dev'essere confusa con i diavoli cristiani (i demòni).
Nel manga invece i Daimon hanno una forma simile a quella del mostro affrontato da Sailor Uranus e Sailor Neptune, e sono ottenuti anche da animali (esempio cani o gatti). Infatti lo scopo dei Death Busters, nel manga, è quello di privare la gente delle loro anime per poi inserire in loro i daimon, in modo da completare l'invasione. Rappresentano un fallimento, un esperimento mal riuscito del professor Tomoe. Nel manga anche le Witches 5 sono daimon talmente perfetti da sembrare umani.

### Daimon di Kaolinite
- Mikuji (ミクージ?, Mikuji), daimon inserito in un albero di ciliegio che tenta di rubare il cristallo del cuore di Rei. Compare nell'episodio 89, ma viene ucciso solo nell'episodio 90, e si tratta di uno dei pochissimi casi nella serie in cui un "mostro del giorno" resiste per più di un episodio.
- Nekonneru (ネコンネル?, Nekonneru), daimon inserito in un puzzle che tenta di rubare il cristallo del cuore di Miharu, una bambina che si occupa di alcuni gatti randagi (episodio 91).
- Steering (ステアリング?, Steering), daimon inserito in una automobile Eunos Roadster, che tenta di rubare il cristallo del cuore di Kameda, un giovane meccanico (episodio 92).
- Octave (オクターブ?, Octave), daimon inserito in un violino che tenta di rubare il cristallo del cuore del musicista Takuzou Igarashi (episodio 93).
- Osouji (オウソージ?, Osouji), daimon inserito in un aspirapolvere che tenta di rubare il cristallo del cuore di Unazuki (episodio 94).
- Daiheart (ダイハート?, Daiheart), daimon inserito in un aspirapolvere che tenta di rubare il cristallo del cuore di Umino (episodio 95).
- Scar (スカー?, Scar), daimon inserito in una sciarpa di Haruka Ten'ou che tenta di rubare il cristallo del cuore di Makoto (episodio 96).
- Doburin (ドブリン?, Doburin), daimon inserito nell'acqua di una piscina che tenta di rubare il cristallo del cuore di Ami (episodio 97).
- Taiyan (タイヤーン?, Taiyan), daimon inserito in una motocicletta che tenta di rubare il cristallo del cuore del motociclista Katsutoshi Yamada (episodio 98).
- Toden (トデーン?, Toden), daimon inserito in un treno che tenta di rubare il cristallo del cuore di Yuichiro Kumada (episodio 99).
- Haikyun (ハイキューン?, Haikyun), daimon inserito in un pallone da pallavolo che tenta di rubare il cristallo del cuore di Tsutomu Asai, un amico di Minako (episodio 100).
- Cenicienta (セニシエンタ?, Cenicienta), daimon inserito in una delle due scarpette di cristallo comprate da Mamoru come regalo per il compleanno di Usagi, a cui tenta di rubare il cristallo del cuore (episodi 101-102). Cenicienta è il nome con cui è conosciuta Cenerentola in lingua spagnola: da qui il riferimento alle scarpette di cristallo.

### Daimon di Eudial
- Soiya (ソイヤー?, Soiya), daimon inserito in un tamburo che tenta di rubare il cristallo del cuore della suonatrice Maya Tohno (episodio 103).
- Chagama (チャガーマ?, Chagama), daimon inserito in una teiera che tenta di rubare il cristallo del cuore del maestro di cerimonia del tè Tamasaburou (episodio 104).
- Irondar (アイアンダー?, Irondar), daimon che compare in un flashback di Sailor Jupiter (episodio 105).
- Daruma (Daruma?), daimon inserito in una bambola daruma che tenta di rubare il cristallo del cuore del maestro di arti marziali Kakusui Yakushiji (episodio 105).
- Hurdler (ハードラー?, Hurdler), daimon inserito nella divisa sportiva dell'atleta Elza Gray a cui tenta di rubare il cristallo del cuore (episodio 106).
- Chokokkar (チョーコッカー?, Chokokkar), daimon inserito nell'attrezzatura da scultore del maestro d'arte Masanori Tsuzuki a cui tenta di rubare il cristallo del cuore (episodio 107).
- Chikuon (チクオーン?, Chikuon), daimon inserito in un grammofono che tenta di rubare il cristallo del cuore del nobiluomo britannico Edwards (episodio 108).
- Doorknobdar (ドアノブダー?, Doorknobdar), daimon che tenta di rubare il cristallo del cuore di Minako (episodio 109).

### Daimon di Mimete
- U-Estern (う・タヒメー?, U Estern), daimon inserito in una pistola che tenta di rubare il cristallo del cuore dell'attore Yosaku Eda (episodio 112).
- U-Henshuu (う・ヘンシュウ?, U Henshuu), daimon inserito in un manga che tenta di rubare il cristallo del cuore del fumettista Ukon Katakuri (episodio 113).
- U-Tahime (う・タヒメー?, U Tahime), daimon inserito in un microfono che tenta di rubare il cristallo del cuore dell'attore Jinta Araki (episodio 114).
- U-Tomodachi (う・タヒメー?, U Tahime), daimon inserito in un copione televisivo che tenta di rubare il cristallo del cuore dell'attore Yuu Kazama (episodio 115).
- U-Baulla (う・バーラ?, U Baulla), daimon inserito in una rosa gialla che tenta di rubare il cristallo del cuore del fiorista Yoshiki Kurebayashi (episodio 116).
- U-Ndokai (う・ンドーカイ?, U Ndokai), daimon che tenta di rubare il cristallo del cuore dell'atleta Shun Ayase (episodio 117).
- U-Ikasaman (う・イカサマン?, U Ikasaman, Ikasaman (如何様) significa "inganno" o "raggiro") Daimon giocatrice d'azzardo progettata dal da Tomoe per supportare Mimete nella sua missione, ma questa, trovando l'idea troppo ridicola e banale, lo fa allontanare dal laboratorio (con la scusa di comprare i pasticcini per l'ora del te) e riempie la macchina che fonde le uova con gli oggetti di una quantità spropositata di materiale, e, al momento dell'attivazione, il sovraccarico manda il tutto in corto e crea un'anomalia spazio temporale (sotto il controllo della Daimon) che distorce la realtà nella villa del Professore, rendendola impenetrabile dall'esterno, creando un'altra dimensione e intrappolandovi Hotaru e Chibiusa. All'interno dell'anomalia vengono a crearsi gli ambienti più disparati (savana, spiagge tropicali, ecc.) e in base ai calcoli di Sailor Mercury l'intera area sarebbe svanita con chi vi era imprigionato. Le guerriere Sailor riescono a entrare utilizzando il sailor teleport (la telecinesi nell'adattamento italiano) e la Daimon si rivela molto meno aggressiva e violenta della norma, preferendo, come lei stesse dice, i giochi e divertirsi, quindi le sfida in gare e giochi di ogni natura, vincendole tutte (con chiari imbrogli). Solo Hotaru infine riesce ad avere la meglio sugli inganni della creatura, grazie agli incoraggiamenti di Chibiusa e liberate le guerriere Sailor, la Daimon verrà distrutta, riportando il tutto alla normalità (episodio 118).
- U-Chouten (う・チョウテン?, U Chouten), daimon inserito in un proiettore che tenta di rubare il cristallo del cuore del DJ Thomas Harris (episodio 119).
- U-Pasokon (う・パソコン?, U Pasokon), daimon inserito in un computer che tenta di rubare il cristallo del cuore dello scienziato Sergei Asimov (episodio 120).

### Altri Daimon
Nell'episodio 127 inoltre compare Rangy  (レンジー?, Renjī), ultima Daimon sopravvissuta alla fine dei Death Busters. Il suo uovo è rimasto misteriosamente inattivo alla chiamata generale della Mistress 9, che ha risvegliato tutti i Daimon per fargli avvolgere l'istituto Mugen e creare la zona Omega. Dopo la fine di Pharaoh 90 un fulmine cade sui gusci vuoti delle uova delle Daimon, risvegliando quest'ultima dal suo torpore. Essa, esausta, si trascina fino alla macchina che solitamente univa le uova di Daimon con un determinato oggetto, e un altro fulmine permette di fondersi con essa, diventando una vera e propria Daimon, che inizia a svolgere la sua missione standard, cioè raccogliere i cuori puri, a centinaia e forse più, che riversa in un gigantesco contenitore trasparente (e la cui finalità resterà ignota). I poteri di questa demone sono alquanti semplici, si limita a lanciare scosse elettriche e a usare i cavi della macchina da cui è nata, ma risultando molto efficace e pericolosa, non disponendo di intelletto vero ma solo di programmazione automatica per la raccolta di cuori, quasi ossessivamente (ripete, nell'adattamento italiano, solo questa frase per tutto l'episodio "voglio i vostri cuori puri", in originale semplicemente "Cuori Puri") e difatti è la Daimon che più ne ha sottratti in tutta la serie.